# Astra 1C
Astra 1C, ehemals auf 19,2° Ost, war ein Fernsehsatellit der SES-Astra mit Sitz in Betzdorf in Luxemburg, der dem Fernsehempfang in Europa diente.

## Geschichte
Bereits 1990 gab die SES Astra 1C in Auftrag. Er sollte, anders als die ersten beiden Satelliten, von Hughes Aircraft produziert werden und Back-Up-Transponder für Astra 1A besitzen. Er wurde 1993 vom Weltraumbahnhof Kourou in Französisch-Guayana ins All befördert. Nachdem er neben 1A und 1B auf 19,2° Ost erfolgreich positioniert wurde, begann er am 1. Juli 1993 seinen offiziellen Betrieb mit der Aufschaltung des britischen Discovery Channel und des britischen Bravo, beide Teile des Sky-Pay-TV-Paketes. Einen Tag später folgte der britische Nickelodeon, der sich ab 16. Dezember 1993 den Transponder mit TV Asia teilen musste. Der WDR war der erste deutsche Sender auf 1C und wurde am 7. Juli 1993 aufgeschaltet, weitere deutsche Programme waren das Bayerische Fernsehen am 19. Juli 1993, der MDR am 21. August 1993, und Südwest 3 am 24. August 1993. Der The Children’s Channel wechselte am 17. Juli 1993 von 1B auf 1C, er teilte sich mit dem The Family Channel, der auf 1C seinen Sendebetrieb am 24. Juli 1993 aufnahm, einen Transponder (ab 1997 tritt an Stelle des The Family Channel der Sender Challenge TV). Seit 12. August 1993 sendete RTL 5 und der für Osteuropa angedachte FilmNet Central Europe wurde am 20. August 1993 aufgeschaltet. Das ZDF nahm auf 1C seinen Sendebetrieb am 27. August 1993 auf, am gleichen Tage wurde auf 1B das Kulturprogramm Eins Plus abgeschaltet, damit die ARD dessen Transponder übernehmen konnte. Der britische UK Living, CMT Europe – der sich einen Transponder mit Discovery Channel teilte – und der mexikanische Galavision starteten am 1. September 1993, der britische Homeshoppingsender QVC folgte am 16. September 1993. Einen Tag später nahm TNT & Cartoon Network seinen Sendebetrieb auf – anders als die Sky-Programme, setzte der Sender auf den freien unverschlüsselten Empfang. Ebenfalls unverschlüsselt konnte man ab dem 22. Dezember 1993 in den Morgenstunden das Programm von China News and Entertainment über den The-Children’s-Channel-/The-Family-Channel-Transponder empfangen. Am 30. Dezember bzw. 31. Dezember 1993 nahmen Minimax und Cine Classics von Canal Satélite, wovon bereits die beiden Sender Cinemanía und Documanía auf 1B vertreten waren, ihr Programm auf. Vom 18. April 1994 bis 8. März 1995 konnte nachts über den UK-Living-Transponder der Chinese Channel empfangen werden.
Eine Besonderheit betraf Transponder 47: Zunächst lange ohne Mieter und dann als Infokanal von BSkyB genutzt, sammelten sich ab 1995 im Timesharing zahlreiche Fernsehprogramme des Pay-TV-Anbieters. Den Anfang machte schon am 3. Februar 1994 Sky Sports 2, der sich dann ab 30. Oktober 1995 mit dem britischen SciFi-Channel und ab 1. November 1995 mit Sky Soap, Sky Sports Gold, Sky Travel und britischen The History Channel den Transponder teilte. Zudem waren noch vom 15. September 1994 bis 23. Oktober 1995 China News and Entertainment und vom 12. Januar bis 1. August 1995 der World Health Network, ab 1. Oktober 1995 der The Christian Channel Europe auf diesem Transponder vertreten.
Mit FilmNet Central Europe teilte sich ab 1. Juli 1995 der Adult Channel einen Transponder. Auf dem Transponder von UK Living sendete ab 1. Mai 1995 in den Nachtstunden der Erotikkanal Television X, auf dem Bravo-Transponder ab dem 1. November 1995 in den Morgenstunden der britische Wirtschaftskanal EBN, einen Tag später folgte nachts der britische Playboy TV. Ebenfalls ab 1. November sendete der The Paramount Channel im Timesharing mit dem britischen Nickelodeon. Seit August 1996 teilt sich September 1996 nutze der deutsche Frauensender tm3 den ehemaligen RTL-5-Transponder. Nachdem FilmNet Central Europe Astra verlassen hatte, konnte der britische Sender Channel 5 seinen Sendebetrieb auf 1C aufnehmen. Seit August 1997 teilte sich Galavision den Transponder mit Sky Travel und Sky Movies Gold, die letztendlich bis Ende 1997 diesen Transponder vollständig übernahmen. Am 1. Dezember 1997 wechselten die Canal-Satélite-Sender, zu denen auch Minimax und Cine Classics gehörten, auf 1E, um ihre Programme nur noch digital abzustrahlen. Die beiden auf 1C frei gewordenen Transponder übernahmen Phoenix und der Hessische Rundfunk.
Nachdem BSkyB seit 1998 die Astra-Position 19,2° Ost allmählich verließ, konnten nun Arte (der von 1D hierher wechselte), BR-alpha (von 1B auf 1C gewechselt), VIVA, 1-2-3.tv und Astro TV sowie digitale Pay-TV-Anbieter die frei gewordenen Transponder nutzen. Den Transponder von MTV Europe, der sich im Frequenzbereich von Astra 1A befand aber später durch 1C übernommen wurde, nutzte ab 2001 MTV2 Pop, auf dessen Frequenz sendet heute Nick.
Im Juli 2006 wurde Astra 1C von der Position 19,2° Ost abgezogen und nach kurzer Auszeit im November 2006 wieder auf der Position 2,0° Ost reaktiviert. Über ihn wurden vom November 2008 bis zum 2. November 2011 sogenannte „feeds“ übertragen. Seit dem 2. November 2011 ist der Satellit nicht mehr aktiv. Seine Nachfolger sind Astra 1E, Astra 1KR und Astra 2C.

## Empfang
Die Übertragung erfolgt im Ku-Band. Der Satellit konnte in Europa empfangen werden.